# Бібліотека імені Петра Панча
Бібліотека імені Петра Панча Голосіївського району м. Києва.

## Адреса
03005 м. Київ, вул. Велика Васильківська, 90

## Опис
Площа приміщення бібліотеки — 200 м², книжковий фонд — 26,1 тис. примірників. Щорічно обслуговує 3,7 тис. користувачів, кількість відвідувань за рік — 23,0 тис., книговидач — 91,0 тис. примірників.

## Історія
Бібліотеку відкрито у 1969 році. У 1981 році присвоєно ім'я українського радянського письменника Петра Панча.

## Послуги
- довідково-бібліографічний апарат;
- обслуговування книгами з інших бібліотек міста по МБА;
- ділова, соціальна, культурна, загальноосвітня інформація;
- ксерокопії потрібних матеріалів із фонду бібліотеки;

## Галерея

Виставка
Вітрина бібліотеки